# Cold Shoulder (Adele)
Cold Shoulder è un singolo della cantautrice britannica Adele, pubblicato il 21 aprile 2008 come terzo estratto dal primo album in studio 19.

## Descrizione
Il singolo è stato pubblicato come download digitale in Irlanda il 30 marzo 2008 e nel Regno Unito il 31 marzo 2008. È l'unica canzone dell'album ad essere prodotta da Mark Ronson. Un remix di Basement Jaxx è stata resa disponibile per il download.

## Promozione
La cantante ha eseguito per la prima volta il brano al Friday Night with Jools Holland l'8 febbraio 2008.

## Video musicale
Il video musicale, girato nel febbraio 2008 a Londra, mostra la cantante eseguire il brano in una stanza scarsamente illuminata. Nella stanza sono presenti diverse statue di ghiaccio in fase di scioglimento. Alla fine del video anche Adele diventa una statua di ghiaccio.

## Tracce
UK CD single
1. Cold Shoulder
2. Now And Then

## Classifiche
| Classifica (2008) | Posizione raggiunta |
| ----------------- | ------------------- |
| Regno Unito       | 18                  |
| Danimarca         | 69                  |
| Paesi Bassi       | 38                  |
| Turchia           | 13                  |